# Fore!
Pour les articles homonymes, voir Fore.
Albums de Huey Lewis and the News
Sports
(1983) Small World
(1988)
Singles
1. Stuck with You
Sortie : 31 août 1986
2. Hip to Be Square
Sortie : 6 octobre 1986
3. Jacob's Ladder
Sortie : 5 janvier 1987
4. I Know What I Like
Sortie : 23 mars 1987
5. Doing It (All for my Baby)
Sortie : 29 juin 1987

Fore! est le quatrième album du groupe de rock américain Huey Lewis and the News. Il est paru le 20 août 1986 sur le label Chrysalis et fut produit par le groupe.

## Historique
Cet album continue sur la voie du succès tracée par l'album précédent Sports paru trois ans auparavant. Les cinq singles issus de l'album se classèrent tous dans le top Ten du Billboard Hot 100, dont deux, Stuck with You et Jacob's Ladder à la première place.
L'album se classa à la 1re place du Billboard 200 et se vendit à plus de 3 000 000 d'exemplaires aux États-Unis. Il se classa à la première place des charts canadiens et néo-zélandais.
Les versions européenne et japonaise de l'album contiennent The Power of Love, single paru en 1985 et issu de la bande originale du film Retour vers le Futur.

## Liste des titres
Face 1
| No | Titre                      | Auteur                          | Durée |
| -- | -------------------------- | ------------------------------- | ----- |
| 1. | Jacob's Ladder             | Bruce Hornsby, John Hornsby     | 3:33  |
| 2. | Stuck with You             | Huey Lewis, Chris Hayes         | 4:29  |
| 3. | Whole Lotta Lovin'         | Lewis, Johnny Colla             | 3:30  |
| 4. | Doing It (All for my Baby) | Mike Duke, Phil Cody            | 3:39  |
| 5. | Hip to Be Square           | Lewis, Bill Gibson, Sean Hopper | 4:05  |

Face 2
| No  | Titre                | Auteur                                 | Durée |
| --- | -------------------- | -------------------------------------- | ----- |
| 6.  | I Know What I Like   | Lewis, Hayes                           | 3:59  |
| 7.  | I Never Walk Alone   | Reed Nielsen                           | 3:44  |
| 8.  | The Power of Love    | Lewis, Colla, Hayes                    | 3:53  |
| 9.  | Forest for the Trees | Lewis, Fletcher, Gibson, Kenny Loggins | 3:28  |
| 10. | Naturally            | Lewis, Colla                           | 2:52  |
| 11. | Simple as That       | Biner, Castillo, Biner                 | 4:27  |

- La chanson "The Power of Love" (tirée du film Retour vers le futur) est uniquement disponible dans les versions européenne et japonaise de l'album.

## Musiciens du groupe
- Huey Lewis: chant, harmonica
- Mario Cipollina: basse
- Johnny Colla: saxophone, guitares, chœurs
- Bill Gibson: batterie, percussions, chœurs
- Chris Hayes: guitare solo, chœurs
- Sean Hopper: claviers, chœurs

### Musiciens additionnels
- Tower of Power Horns
  - Greg Adams: trompette & arrangements
  - Emilio Castillo & Richard Elliot: saxophone ténor
  - Stephen "Doc" Kupka: saxophone baryton
  - Lee Thornburg: trompette
- Joe Montana, Dwight Clark, Riki Ellison, Ronnie Lott, Jerome Fletcher, Mike Duke, Ralph Arista, Jim Moran & "Doc": chœurs sur "I Know What I Like" & "Hip to Be Square"
- David Jenkins: chœurs sur "Jacob's Ladder"

## Charts et certifications

### Album
| Pays             | Durée du classement | Meilleur classement |
| ---------------- | ------------------- | ------------------- |
| Allemagne        | 30 semaines         | 5e                  |
| Autriche         | 4 semaines          | 22e                 |
| Canada           | 42 semaines         | 1er                 |
| États-Unis       | 61 semaines         | 1er                 |
| Norvège          | 14 semaines         | 6e                  |
| Nouvelle-Zélande | 18 semaines         | 1er                 |
| Pays-Bas         | 13 semaines         | 33e                 |
| Royaume-Uni      | 52 semaines         | 8e                  |
| Suède            | 5 semaines          | 7e                  |
| Suisse           | 17 semaines         | 4e                  |

| Pays             | Certification | Ventes      | Date       |
| ---------------- | ------------- | ----------- | ---------- |
| Allemagne        | Or            | 250 000 +   | 1987       |
| Canada           | 5 × Platine   | 500 000 +   | 19/08/1987 |
| États-Unis       | 3 × Platine   | 3 000 000 + | 25/07/1988 |
| Nouvelle-Zélande | Platine       | 15 000 +    | 1986       |
| Royaume-Uni      | 2 × Platine   | 600 000 +   | 16/09/1987 |

### Charts singles
Stuck with You
| Année | Chart                  | Durée du classement | Position |
| ----- | ---------------------- | ------------------- | -------- |
| 1986  | Hot 100                | 19 semaines         | 1er      |
| 1986  | Mainstream Rock Tracks | 8 semaines          | 2e       |
| 1986  | Adult contemporary     | 19 semaines         | 1er      |
| 1986  | Single Top 100         | 15 semaines         | 15e      |
| 1986  | Ö3 Austria Top 40      | 2 semaines          | 23e      |
| 1986  | (V) Ultratop           | 4 semaines          | 25e      |
| 1986  | RPM Top Singles        | 21 semaines         | 1er      |
| 1986  | Top 100                | 14 semaines         | 46e      |
| 1986  | FIMI                   | —                   | 58e      |
| 1986  | RMNZ Singles Top40     | 16 semaines         | 2e       |
| 1986  | Mega Top 50            | 8 semaines          | 21e      |
| 1986  | Sverigetopplistan      | 3 semaines          | 14e      |
| 1986  | UK Singles Chart       | 12 semaines         | 12e      |
| 1986  | Schweizer Hitparade    | 11 semaines         | 14e      |

Hip To Be Square
| Année | Chart                  | Durée du classement | Position |
| ----- | ---------------------- | ------------------- | -------- |
| 1986  | Hot 100                | 16 semaines         | 3e       |
| 1986  | Mainstream Rock Tracks | 13 semaines         | 1er      |
| 1986  | Adult contemporary     | 12 semaines         | 20e      |
| 1986  | RPM Top Singles        | 16 semaines         | 14e      |
| 1986  | RMNZ Singles Top40     | 9 semaines          | 9e       |
| 1986  | Mega Top 50            | 4 semaines          | 28e      |
| 1986  | UK Singles Chart       | 10 semaines         | 41e      |

Jacob's Ladder
| Année | Chart                  | Durée du classement | Position |
| ----- | ---------------------- | ------------------- | -------- |
| 1986  | Mainstream Rock Tracks | 23 semaines         | 10e      |
| 1987  | Hot 100                | 15 semaines         | 1er      |
| 1987  | Adult contemporary     | 12 semaines         | 17e      |
| 1987  | Single Top 100         | 6 semaines          | 65e      |
| 1987  | RPM Top Singles        | 15 semaines         | 16e      |
| 1987  | RMNZ Singles Top40     | 1 semaine           | 50e      |

Simple As That
| Année | Chart            | Durée du classement | Position |
| ----- | ---------------- | ------------------- | -------- |
| 1987  | UK Singles Chart | 5 semaines          | 47e      |

I Know What I Like
| Année | Chart                  | Durée du classement | Position |
| ----- | ---------------------- | ------------------- | -------- |
| 1987  | Hot 100                | 14 semaines         | 9e       |
| 1987  | Mainstream Rock Tracks | 17 semaines         | 25e      |
| 1987  | Adult contemporary     | 5 semaines          | 30e      |
| 1987  | RPM Top Singles        | 13 semaines         | 30e      |

Doing It for My Baby
| Année | Chart              | Durée du classement | Position |
| ----- | ------------------ | ------------------- | -------- |
| 1987  | Hot 100            | 16 semaines         | 6e       |
| 1987  | Adult contemporary | 19 semaines         | 2e       |
| 1987  | RPM Top Singles    | 15 semaines         | 30e      |
| 1987  | UK Singles Chart   | 1 semaine           | 93e      |